# Người Rohingya
Người Rohingya là một nhóm sắc tộc người Ấn-Arya (các dân tộc Ấn Độ) theo đạo Hồi và không được công nhận quốc tịch, cư trú tại Bang Rakhine của Myanmar (trước đây gọi là Miến Điện). Người ta ước tính có khoảng 1,4 triệu người Rohingya sống ở Myanmar, đây là con số ước tính trước khi diễn ra cuộc khủng hoảng năm 2017 còn được gọi là Cuộc đàn áp người Rohingya tại Myanmar 2016–17, khi hơn 740.000 người Rohingya chạy sang Bangladesh. Những người Rohingya được các nhà báo và hãng thông tấn phương Tây mô tả như là một trong những dân tộc thiểu số bị ngược đãi nhất trên thế giới, người Rohingya còn bị từ chối quyền công dân chiểu theo luật quốc tịch Myanmar năm 1982. Cuộc di cư hàng loạt gần đây nhất của người Rohingya vào năm 2017 đã làm Tòa án Hình sự Quốc tế phải điều tra về tội ác chống lại loài người, rồi Tòa án Công lý Quốc tế điều tra tội ác diệt chủng.
Người Rohingya họ nói tiếng Rohingya, luôn cho rằng họ là bản địa ở miền tây Myanmar hơn một thiên niên kỷ và chịu ảnh hưởng từ người Ả Rập, người Mông-gol (Mughals) và người Bồ Đào Nha, về mặt lịch sử, khu vực này là một vương quốc độc lập giữa Đông Nam Á và tiểu lục địa Ấn Độ. Trong khi đó, Chính quyền Myanmar coi những người Rohingya là những người di cư thuộc địa và hậu thuộc địa từ các nước láng giềng Chittagong/Đông Bengal là Bangladesh. Ngoài ra, chính phủ Myanmar không công nhận thuật ngữ "Rohingya" và gọi đây cộng đồng là "Bangali" Liên quan đến vấn đề của người Rohingya thì nhà đấu tranh cho dân chủ, nhân quyền là bà Aung San Suu Kyi khi ở cương vị lãnh đạo (Cố vấn tối cao Nhà nước) đã bị phương Tây (những lực lượng từng tung hô bà) chỉ trích vì những việc mà họ cho là "sự đàn áp sắc tộc Hồi giáo thiểu số ở tây bắc Myanmar", truyền thông phương Tây cho rằng Giải Nobel Hòa bình được trao cho Suu Kyi là một "nỗi hổ thẹn", và rằng "bà được tôn vinh vì đã chiến đấu cho sự tự do - và bây giờ bà ấy sử dụng sự tự do đó để biện hộ cho việc giết người của chính bà ta" nhưng bà Suu Kyi chỉ trích truyền thông phương tây đã thêu dệt nhiều thông tin sai lệch về tình hình Myanmar.

## Đấu tranh

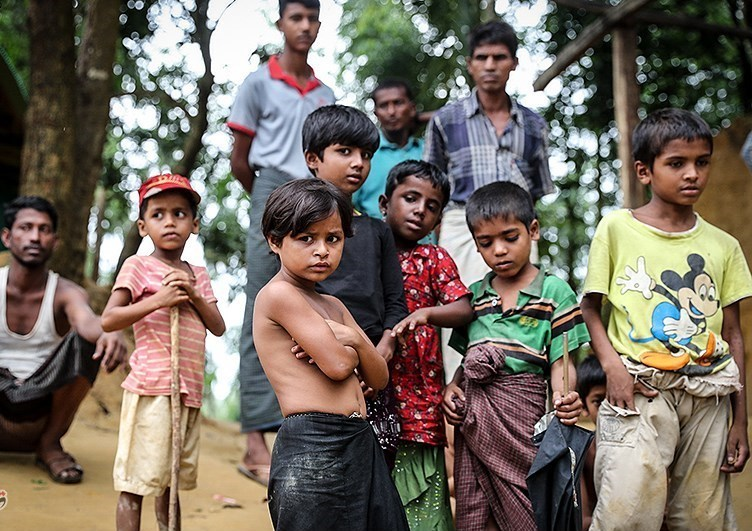
Trẻ em Rohingya

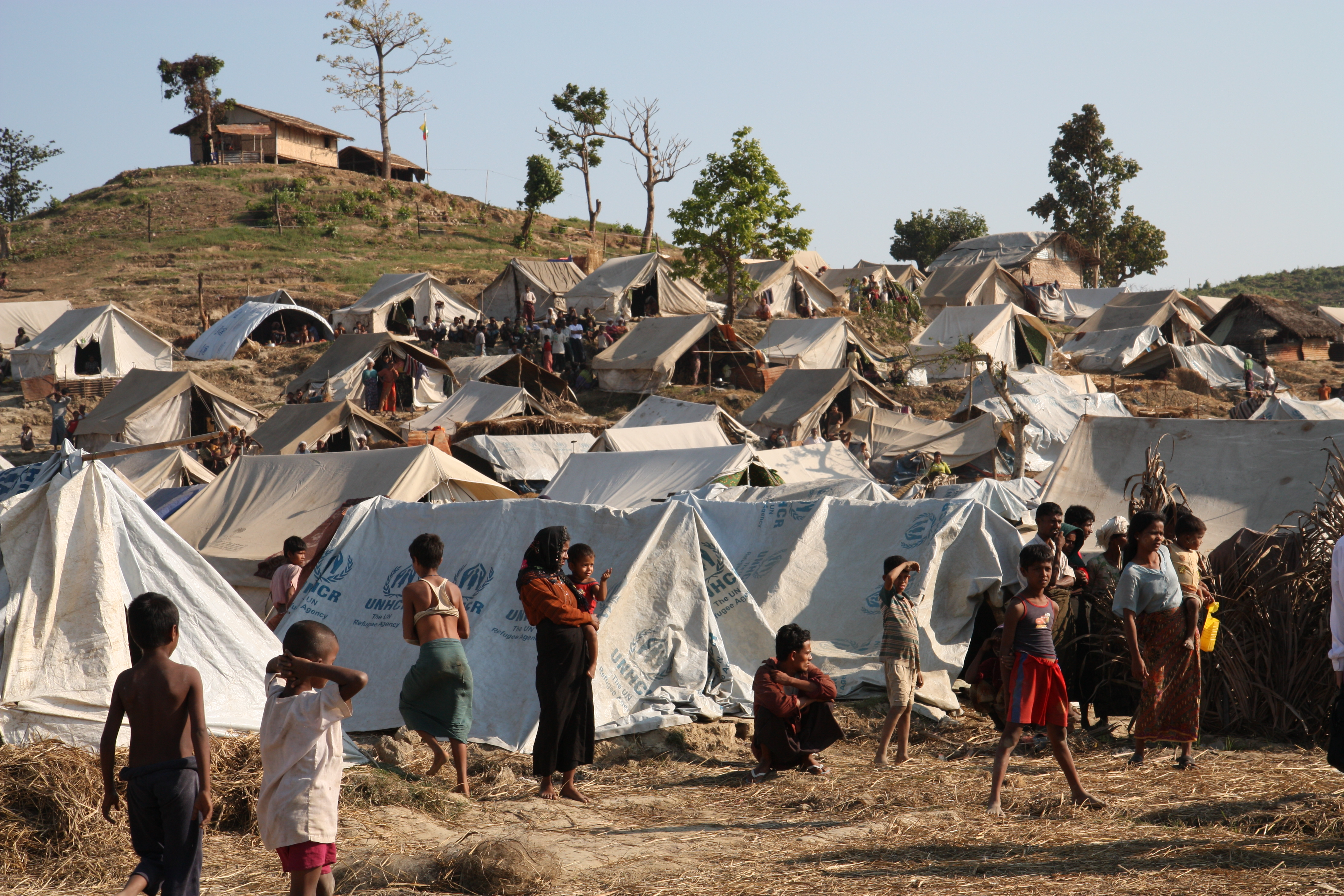
Trại tị nạn của người Rohingya

Người Rohingya, theo truyền thông phương Tây đã liên tục phải đối mặt với các hành vi phạm nhân quyền bởi chính quyền Myanmar, họ thậm chí còn không được chính quyền Myanmar công nhận là công dân của nước này, người Rohingya đã bị từ chối quyền công dân Myanmar kể từ khi ban hành Luật công dân 1982.. Chính phủ Myanmar đã cố gắng trục xuất người Rohingya ra khỏi đất nước và đưa những người không phải là người Rohingya thay thế họ - chính sách này đã dẫn đến việc trục xuất khoảng một nửa (400.000) người Rohingya ra khỏi Myanmar. Người Rohingya được mô tả "một trong những dân tộc thiểu số bị đàn áp nhiều nhất thế giới".
Người Rohingya cũng không được phép di chuyển mà không có sự cho phép, bị cấm sở hữu đất đai và phải ký cam kết không có nhiều hơn hai con. Đến tháng 7 năm 2012, người Rohingya vẫn không nằm trong danh sách hơn 130 dân tộc tại Myanmar của chính phủ, kể từ năm 1982 họ được chính phủ Myanmar phân loại là người Hồi giáo Bengali không quốc tịch có nguồn gốc từ Bangladesh - do đó, chính phủ Myanmar tuyên bố rằng những người Rohingya không được cấp quốc tịch Myanmar. Kể từ khi quá trình chuyển đổi sang nền dân chủ bắt đầu vào năm 2011, bạo lực vẫn tiếp tục xảy ra khi 280 người Rohingya thiệt mạng và 140.000 người buộc phải chạy trốn khỏi nhà của họ ở bang Rakhine. Một phái viên của Liên Hợp Quốc đưa tin vào tháng 3 năm 2013 rằng tình trạng bất ổn đã tái xuất hiện giữa cộng đồng Phật giáo và Hồi giáo của Myanmar, với bạo lực lan rộng đến các thị trấn nằm gần Yangon hơn.
Các nhóm vận động Rohingya và các tổ chức nhân quyền đã tranh đấu đòi quyền "tự quyết trong nội bộ Myanmar" Các cuộc nổi dậy vũ trang khác nhau của người Rohingya đã diễn ra từ những năm 1940 và toàn bộ cư dân nơi đây đã phải đối mặt với các cuộc đàn áp của quân đội trong nhiều năm và đặc biệt là vào năm 2016-2018, khi hầu hết người Rohingya của Myanmar đã bị đuổi ra khỏi đất nước chạy sang nước láng giềng Bangladesh. Đến tháng 12 năm 2017, ước tính có khoảng 625.000 người tị nạn từ Rakhine của Myanmar đã vượt biên sang Bangladesh tính từ tháng 8 năm 2017. Các quan chức Liên Hợp Quốc và Tổ chức Theo dõi Nhân quyền đã mô tả cuộc đàn áp người Rohingya của Myanmar là sự thanh trừng sắc tộc. Đặc phái viên nhân quyền của Liên Hợp Quốc tại Myanmar đã báo cáo cho rằng "lịch sử triền miên trong việc sự phân biệt đối xử và đàn áp đối với cộng đồng người Rohingya có thể dẫn đến tội ác chống lại loài người" đồng thời, cũng đã có những cảnh báo về một cuộc diệt chủng đang diễn ra.

## Tình cảnh

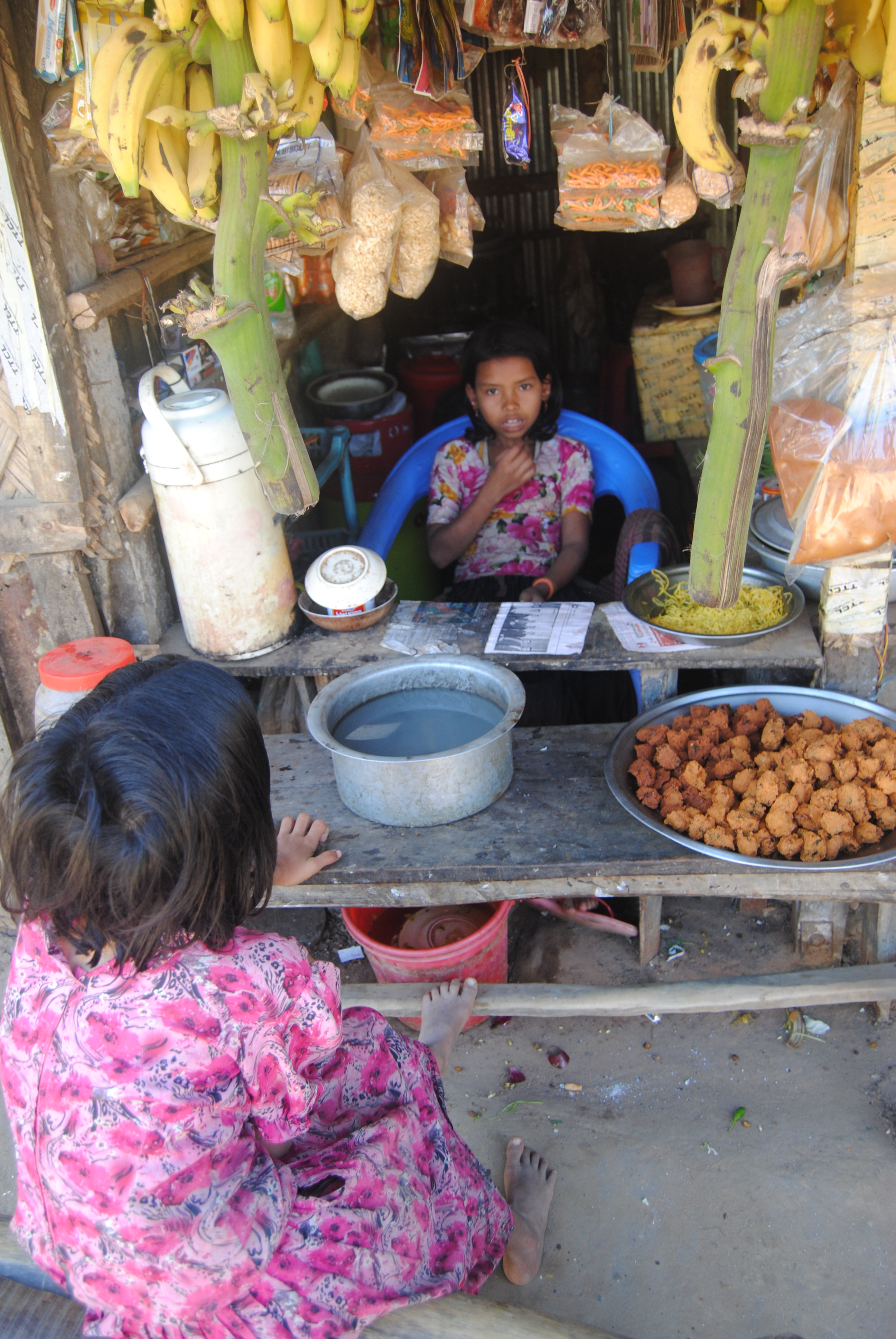
Cuộc sống của người Rohingya trong trại tỵ nạn

Ước tính có khoảng 92.000 người Rohingya đã bị ly tán vì bạo lực vào tháng 1 năm 2017:. Khoảng 65.000 đã chạy trốn khỏi Myanmar vào nước láng giềng Bangladesh giữa tháng 10 năm 2016 và tháng 1 năm 2017,, trong khi 23.000 người khác đã bị phân tán trong nước.. Vào tháng 2 năm 2017, Chính phủ Bangladesh đã thông báo rằng họ dự định chuyển nơi ở của những người tị nạn mới đến và 232.000 người tị nạn Rohingya khác đã ở sẵn trong nước đến Thengar Char, một hòn đảo bồi đắp bởi trầm tích ở vịnh Bengal. Các nhóm nhân quyền đã mô tả kế hoạch như một sự di dời cưỡng bách. Ngoài ra, mối lo ngại về điều kiện sống trên các đảo, là nơi mà đất trũng thấp và dễ bị ngập lụt.
Người Rohingya không có sự bảo hộ hợp pháp và chỉ được coi là những người tị nạn từ Bangladesh và phải đối mặt với sự thù địch từ nước này. Để thoát khỏi tình trạng thảm khốc từ Myanmar, người Rohingya đã cố gắng di cư bất hợp pháp đến các nước Đông Nam Á, cầu xin sự hỗ trợ nhân đạo từ các nước. Ngày 1 tháng 5 năm 2015, khoảng 32 ngôi mộ nông đã được tìm ra trên khu vực hẻo lánh và núi đá gồ ghề ở Thái Lan, tại đây được gọi là "khu ngồi chờ" cho người di cư bất hợp pháp trước khi họ được đưa qua biên giới vào Malaysia. Duy nhất 1 người di cư Bangladesh còn sống trong tình trạng sức khỏe rất kém và đã được đưa tới một bệnh viện gần thị trấn biên giới Padang Besar để điều trị. Ngày 24/5/2015, hơn 30 ngôi mộ tập thể với gần hàng trăm thi thể, trại giam của kẻ buôn người nghi ngờ được cảnh sát Malaysia phát hiện tại 2 địa điểm khác nhau ở bang Perlis gần biên giới Thái Lan..